# Perizoma quadrinotata
Perizoma quadrinotata là một loài bướm đêm trong họ Geometridae.